# De Geregtigheid
De korenmolen De Geregtigheid staat in Katwijk aan den Rijn, in de Nederlandse provincie Zuid-Holland. Het is een conisch gemetselde stellingmolen uit 1740.
Op dezelfde plaats stond in 1360 al een korenmolen welke eigendom was van Filips van Wassenaar, burggraaf van Leiden. Dit is wellicht een standerdmolen geweest. De molen is in 1963 door brand getroffen, waarbij het binnenwerk zwaar beschadigd werd. Enkele jaren later, in 1968, is de Geregtigheid weer gerestaureerd. Op 29 april 2010 werden de roeden van de molen vervangen.
In de molen bevinden zich twee koppels maalstenen.
Rond 1930 heeft de molen op de binnenroede Dekkerwieken gekregen. Vanaf 1951 tot 1996 heeft de molen op de binnenroede Ten Have-kleppen gehad en Dekkerwieken op de buitenroede. Daarna heeft de molen weer Oudhollands hekwerk op beide roeden.

## Gevelsteen

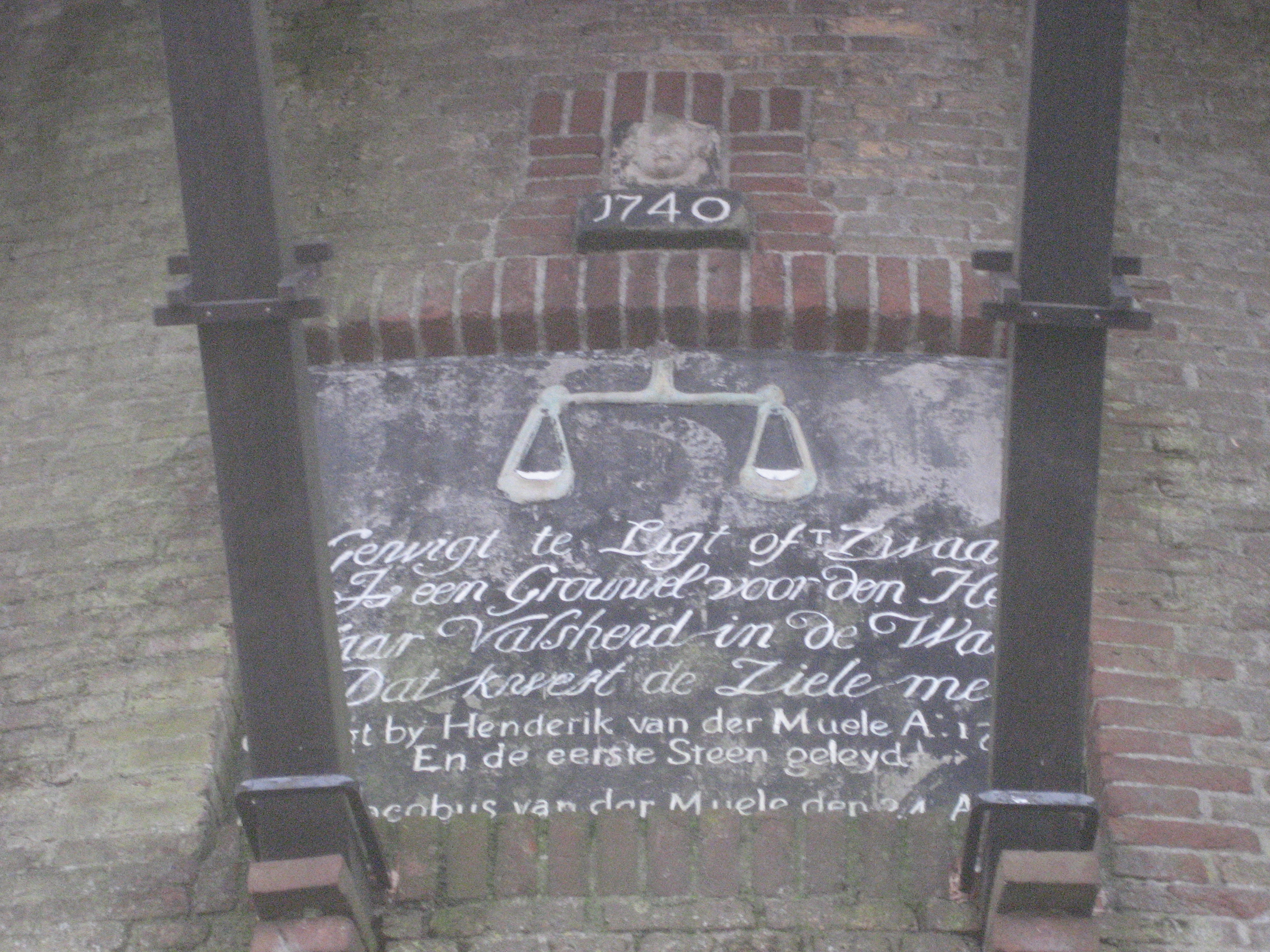
Gevelsteen

Boven de ingang is een gevelsteen ingemetseld met daarop een balans en de tekst:
T' Gewigt te Ligt of t' Zwaar
Is een Grouwel voor den Heer
Maar Valsheid in de Waar
Dat kwetst de Ziele meer
Gesticht bij Henderik van der Muele Ao 1740
En de eerste Steen geleyd
Door Jacobus van der Muele den 24 April

## Trivia
- Katwijk had nog een tweede korenmolen, welke in 1852 naar de Haarlemmermeer is verplaatst.
- Veel bewoners van de aangrenzende Molenweg en het Molenplein hebben miniatuurmolens van deze of een andere (koren)molen in hun tuin of op het dak staan.

## Galerij

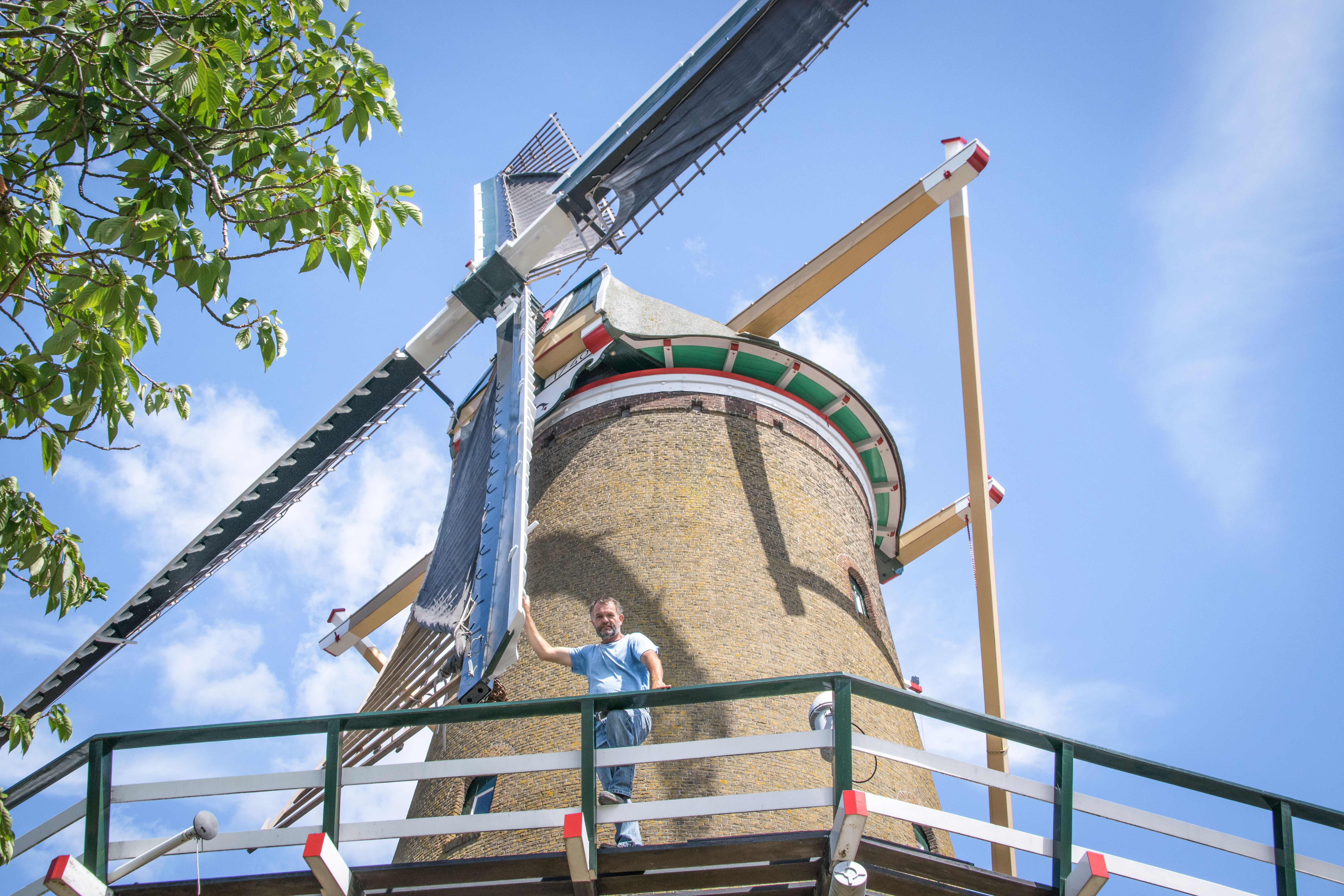
Molen de Geregtigheid met molenaar Jack Bouma
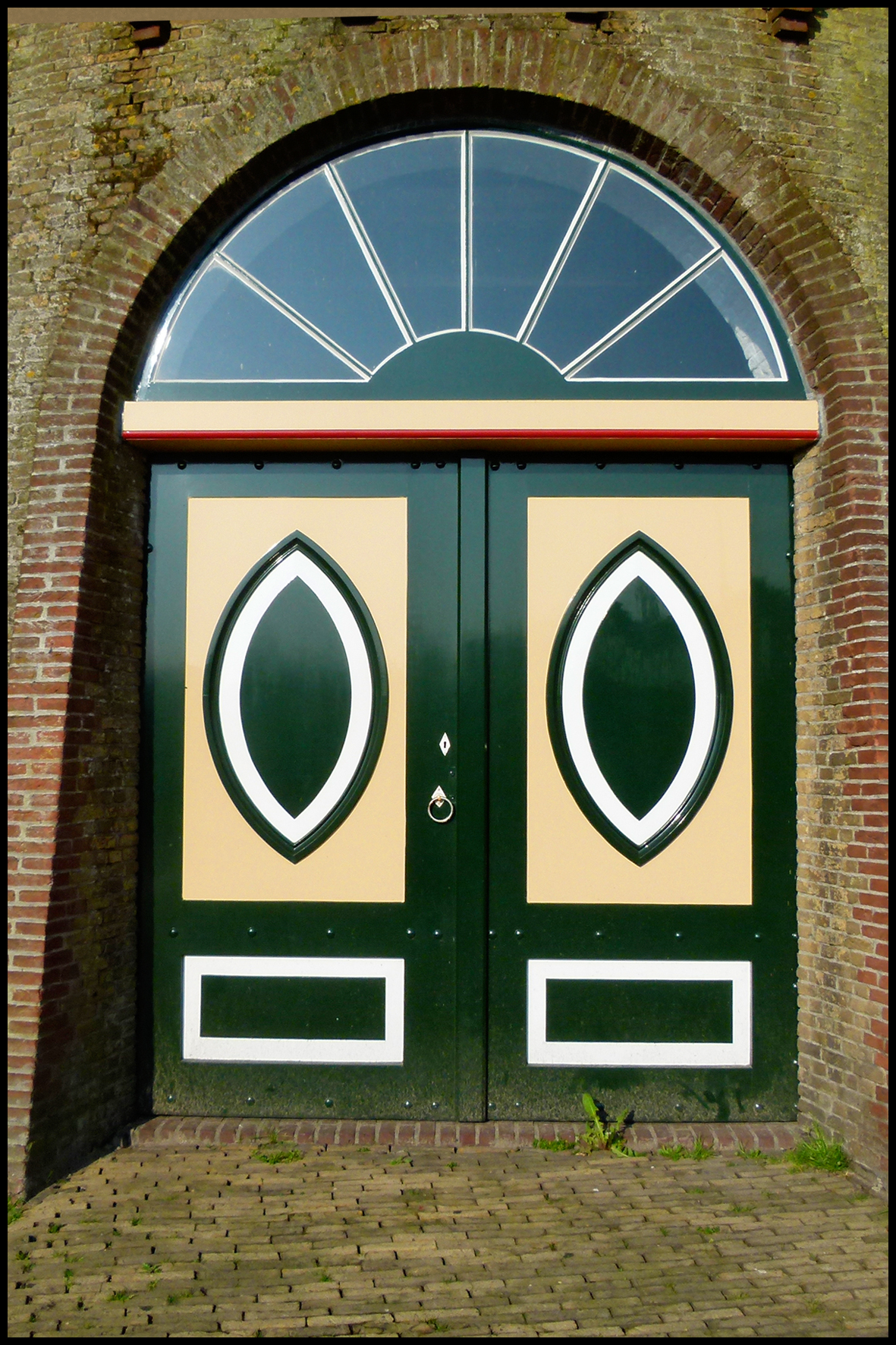
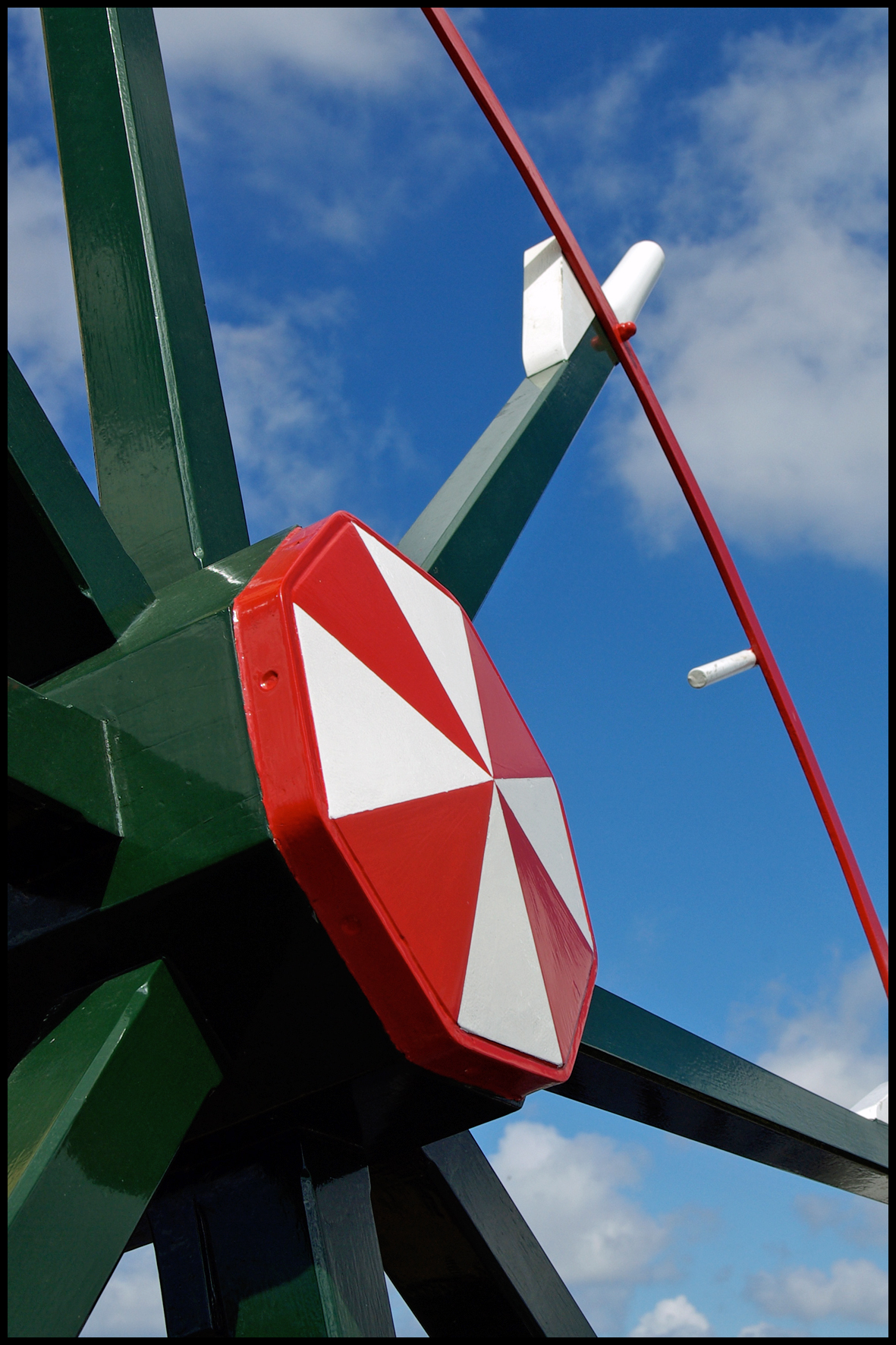
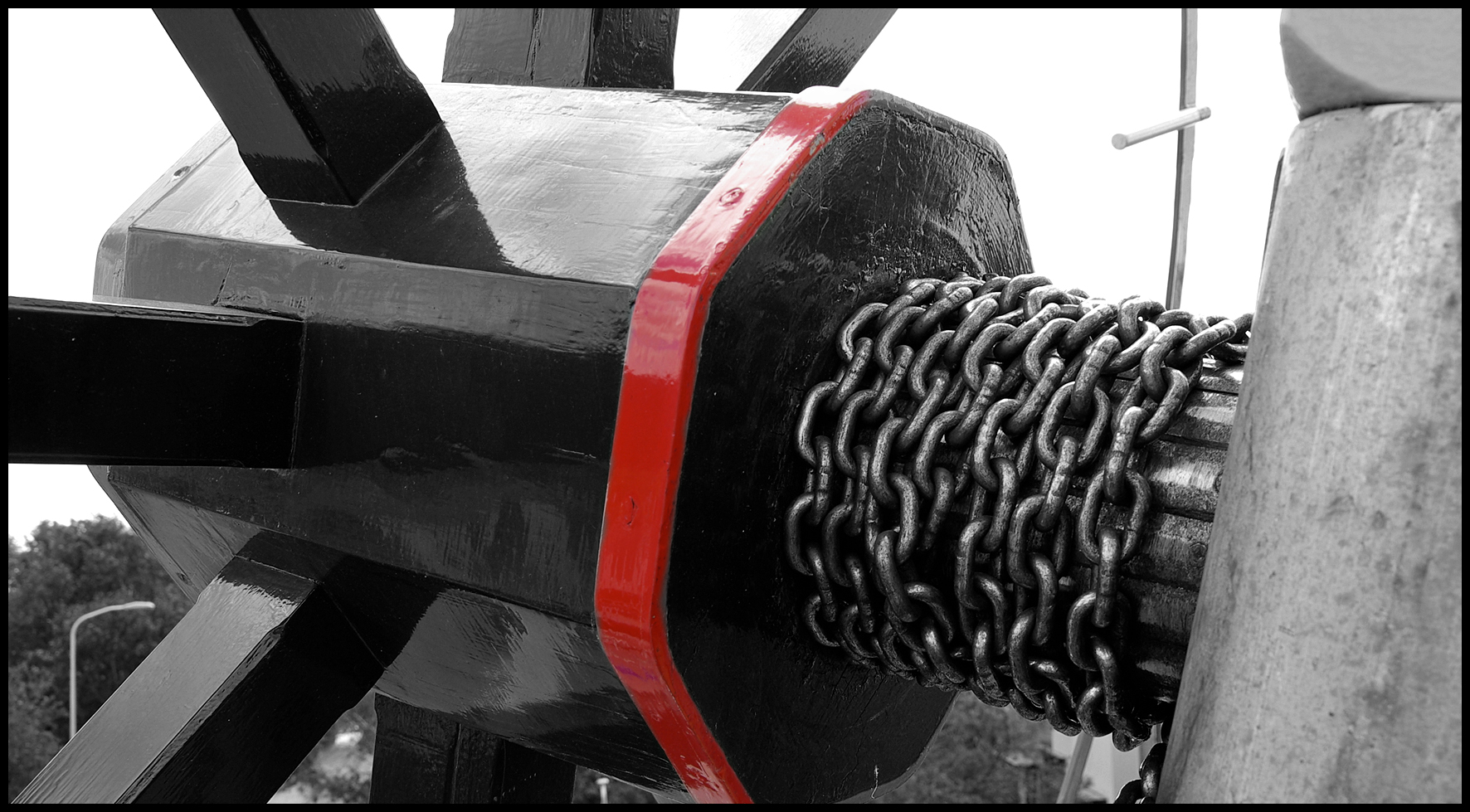
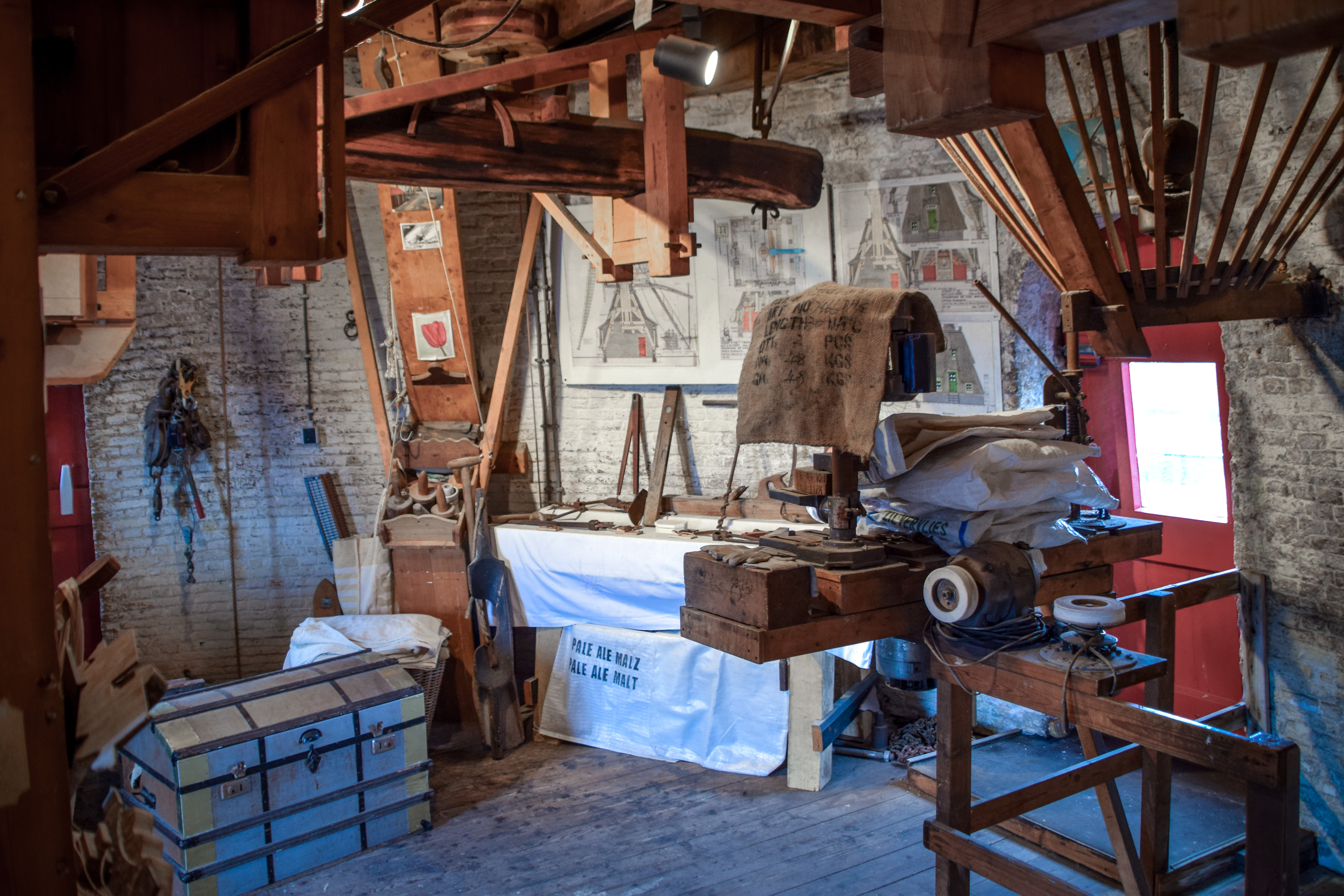
Interieur van de molen
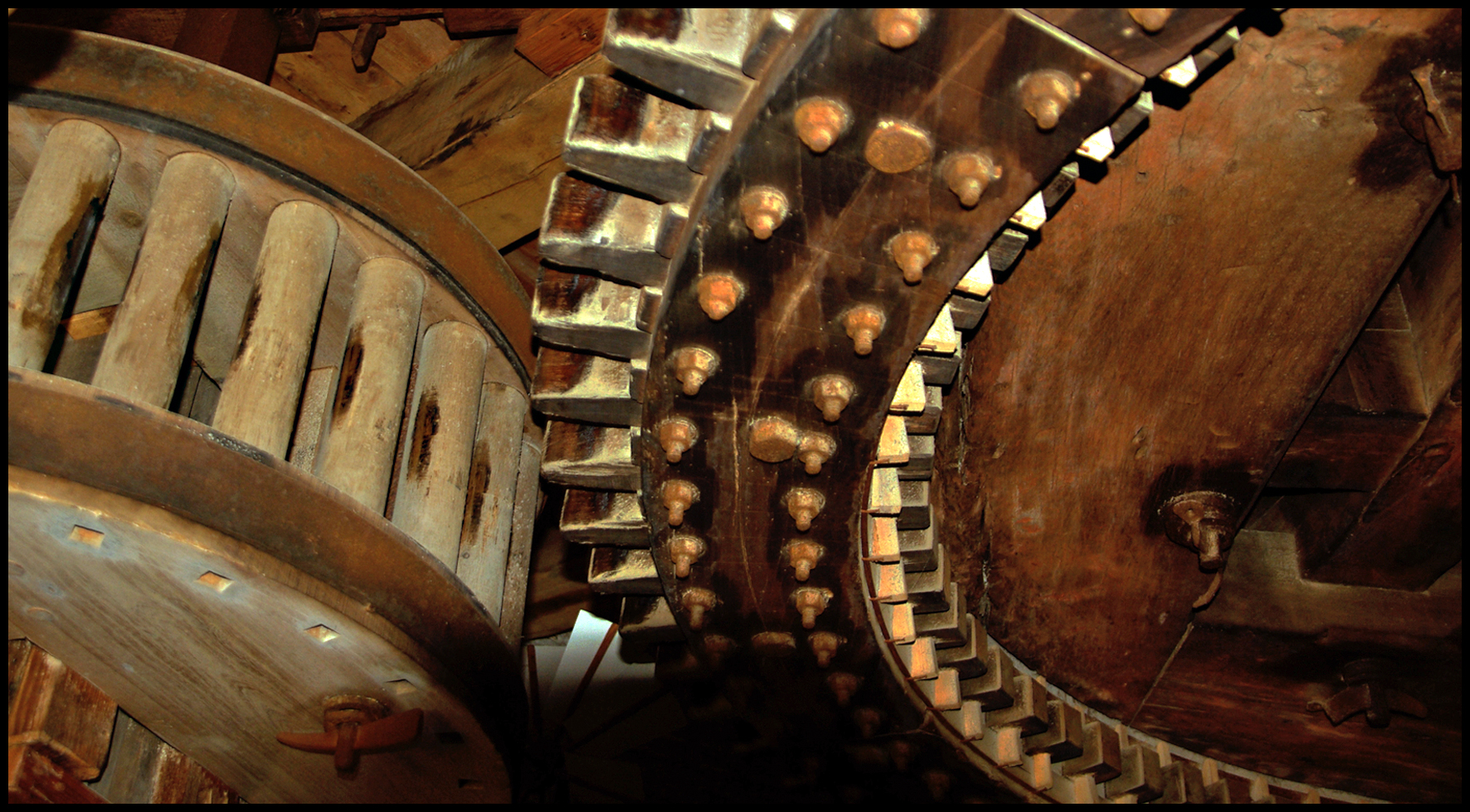